# Línea 2 del Trolebús de la Ciudad de México
La Línea 2 del Trolebús de la Ciudad de México, anteriormente llamada Línea S, es una línea de autobuses, recorre la ciudad de oriente a poniente y viceversa sobre el Viaducto Rio de la Piedad, los ejes 2 y 2A Sur, avenida Morelos, avenida Congreso de la Unión, avenida Del Taller, Avenida José Tomás Cuellar, Manuel J. Othón, Dr. Olvera, avenida Querétaro, avenida Yucatán, avenida Sonora, avenida San Luis Potosí, avenida Dr. Balmis, avenida Manuel Payno y la avenida Té.
Tiene por origen en Chapultepec y Pantitlán, y presta servicio a las delegaciones Cuauhtémoc, Iztacalco y Venustiano Carranza, en una ruta de 18.0 km. 
Este corredor cuenta con iconografía, al igual que lo tienen los otros sistemas de transporte capitalino.
El horario es de Lunes a Domingo de 05:00 a 00:00 hrs con un costo de $4.00 pesos.

## Historia
El 21 de diciembre de 2010, la ruta se transformó en el segundo Corredor Cero Emisiones "Eje 2 – 2A Sur", pero su recorrido se redujo al de la línea original, y sólo llegaba a la estación del Velódromo y no a Tepalcates, ya que desde UPIICSA hasta Tepalcates pasaba por el Eje 4 Sur, que actualmente es usado por la Línea 2 del Metrobús que, al igual que esta línea del traolebús, tenía como terminal la estación del Metro Tepalcates.
El 9 de enero de 2021, debido al Incendio en el Puesto Central de Control I del Metro de la Ciudad de México y el posterior cierre de las Líneas 1, 2, 3, 4, 5 y 6 del metro. Esta línea se amplió hasta Pantitlán de la Línea 1 del Metro, contando con 13 estaciones nuevas.

## Estaciones
| Paradas en sentido oriente a poniente: |
| - CETRAM Pantitlán - Calz. Ignacio Zaragoza - Puebla - Puerta 8 - Ciudad Deportiva - Velódromo - Fernando Iglesias Calderón - Mixiuhca - Industria - Congreso de la Unión - Jamaica - Del Taller - Torno - Calz. de la Viga - Clavijero - Tlalpan - 5 de Febrero - Isabel la Católica - Bolívar - Eje Central - Dr. Vértiz - Niños Héroes - Dr. Lucio - Cuauhtémoc - Mérida - Orizaba - Tonalá - Monterrey - Insurgentes - Álvaro Obregón - Sonora - Durango - Chapultepec |

| Paradas en sentido poniente a oriente: |
| - Chapultepec - Sinaloa - Parque España - Álvaro Obregón - Insurgentes - Querétaro - Tonalá - Orizaba - Mérida - Cuauhtémoc - Dr. Lucio - Dr. Jiménez - Dr. Vértiz - Dr. Andrade - Eje Central - Bolívar - Isabel la Católica - 5 de Febrero - José Antonio Torres - Clavijero - Calz. de la Viga - Callejón Resurrección - Torno - Congreso de la Unión - Cucurpe - Aconchi - Antonio Pérez y Reyes - Fernando Iglesias Calderón - Retorno 39 - Genaro García - Radamés Treviño - Velódromo - ESEF - Palacio de los Deportes - Av, Río Churubusco - Ciudad Deportiva - Puerta 8 - Puebla - Calz. Ignacio Zaragoza - CETRAM Pantitlán |